# Урожайне (Чортківський район)
Урожа́йне — село в Україні, у Мельнице-Подільській селищній громаді Чортківського району Тернопільської області. Розташоване на річці Дзвіна, на південному сході району.
До 1964 називалося Бабинці.
Населення — 306 осіб (2007).

## Географія
Село розташоване на відстані 371 км від Києва, 120 км — від обласного центру міста Тернополя, за 31 км від міста Борщів та за 38 км від міста Кам'янець-Подільський.

### Клімат
Для села характерний помірно континентальний клімат. Урожайне розташовані у «теплому Поділлі», тут весна настає на 2 тижні раніше, південь Тернопільської області це один з найтепліших регіоні. Рівень наповнення річок водою в області становить лише 20 % від необхідного стандарту, значна частина земної поверхні стає посушливою.

## Назва
До 1964 року село називалося Бабинці. Аби відрізнити його від Бабинець від Кривча спершу у Борщівському повіті, а потім у Борщівському районі, село називали Бабинці від Звенигорода. Радянська назва, котра не має жодного історичного підґрунтя, мала би характеризувати урожайні землі, на яких розташоване село.

## Історія
Село відоме з другої половини XVI століття. За адміністративним поділом XVI століття відносилось до Кам’янецького повіту.
На початку XIX століття селом володіла Катажина Коссаковська.
Діяли «Просвіта» та інші товариства.
У 1914 році село утворювало окрему гміну Бабинці від Звенигорода. Склад гмінної ради на 1914 рік:
- війт — Максим Кукуруза (обраний 1912 року)
- заступник війта — Антоній Маркевич (обраний 1912 року)
- писар — Теодор Деркач (обраний 1912 року)
- касир — Онуфрій Чорний (обраний 1912 року)
- жандарм — Гаврило Горащук (обраний 1914 року)

З 621 морґа землі 409 належало громаді, а 212 поміщику графу Юзефу Козебродському.
| Полеглі члени ОУН і вояки УПА | Полеглі члени ОУН і вояки УПА   | Полеглі члени ОУН і вояки УПА | Полеглі члени ОУН і вояки УПА | Полеглі члени ОУН і вояки УПА |
| №                             | П. І. Б                         | Р. Н.                         | Р. С.                         | Коротка інформація |
| ----------------------------- | ------------------------------- | ----------------------------- | ----------------------------- | --- |
| 1                             | Балан Василь Гаврилович         | невідомий                     | невідомий                     | Член ОУН. Підрайоновий юнацької сітки ОУН. Пропав безвісти.                                                                           |
| 2                             | Басараба Василь                 | невідомий                     | 1944                          | Симпатик ОУН. Розстріляний НКВС за відмову зрубати хрест на могилі Героїв. Похований у с.Бабинці                                      |
| 3                             | Піндус Франко Миколайович       | невідомий                     | невідомий                     | Член ОУН. Зв'язковий ОУН. Розстріляний НКВС.                                                                                          |
| 4                             | Рудяк Петро Іванович            | 1927                          | початок вересня 1944          | Симпатик ОУН. Розстріляний НКВС. Похований у с.Бабинці.                                                                               |
| 5                             | Шестопальчук Михайло Теодорович | невідомий                     | 8 грудня 1945                 | Член ОУН (псевдо «Дуб»). Командир відділу УПА. Загинув під час бою з військами НКВС у с.Вовківці (Дністрове). Похований у с.Вовківці. |
| 6                             | Шибинський Володимир Васильович | невідомий                     | невідомий                     | Член ОУН. Заарештований армійською контррозвідкою «Смерш» 1944 р. Пропав безвісти.                                                    |

З 1947 року мешканці села зазнали каральної акції операції «Захід».
З 24 серпня 1991 року село входить до складу незалежної України.
До 2015 було центром сільради, якій підпорядковувалося села Дзвенигород і Латківці.  Від вересня 2015 року ввійшло у склад Мельнице-Подільської селищної громади. Об'єднання в громаду має створити умови для формування ефективної і відповідальної місцевої влади, яка зможе забезпечити комфортне та безпечне середовище для проживання людей.
12 червня 2020 року, відповідно до розпорядження Кабінету Міністрів України № 724-р «Про визначення адміністративних центрів та затвердження територій територіальних громад Тернопільської області» увійшло до складу Мельнице-Подільської селищної громади.
19 липня 2020 року, в результаті адміністративно-територіальної реформи та ліквідації Борщівського району, село увійшло до складу Тернопільського району.

## Населення
У 1810 році в селі була 51 родина, 48 житлових будинків і 221 мешканець.
У 1914 році в селі мешкало 70 осіб.

### Мова
Розподіл населення за рідною мовою за даними перепису 2001 року:
| Мова       | Кількість | Відсоток |
| ---------- | --------- | -------- |
| українська | 311       | 99.36%   |
| російська  | 2         | 0.64%    |
| Усього     | 313       | 100%     |

## Пам'ятки
Є церква Успіння Пресвятої Богородиці (1860, кам'яна).
Споруджено пам'ятник воїнам-односельцям, полеглим у німецько-радянській війні (1970), встановлено пам'ятний хрест на честь скасування панщини, насипано символічну могилу Борцям за волю України (1992).

## Соціальна сфера
Працюють ЗОШ 1 ступ., клуб, бібліотека, ФАП, відділення зв'язку, ПАП «Надія», цегельний завод, торговельний заклад.

## Світлини

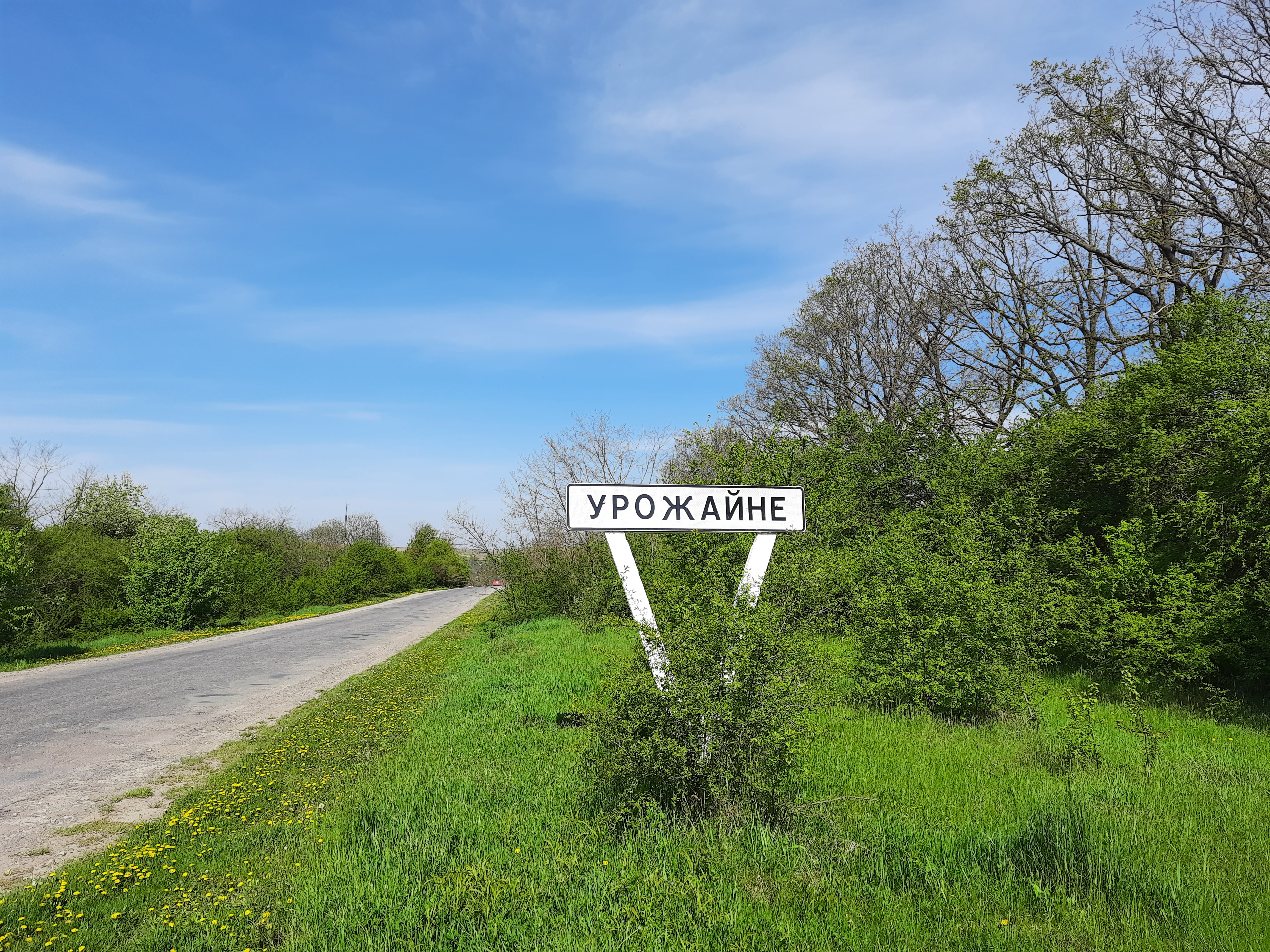
Дорожній знак при в'їзді в село
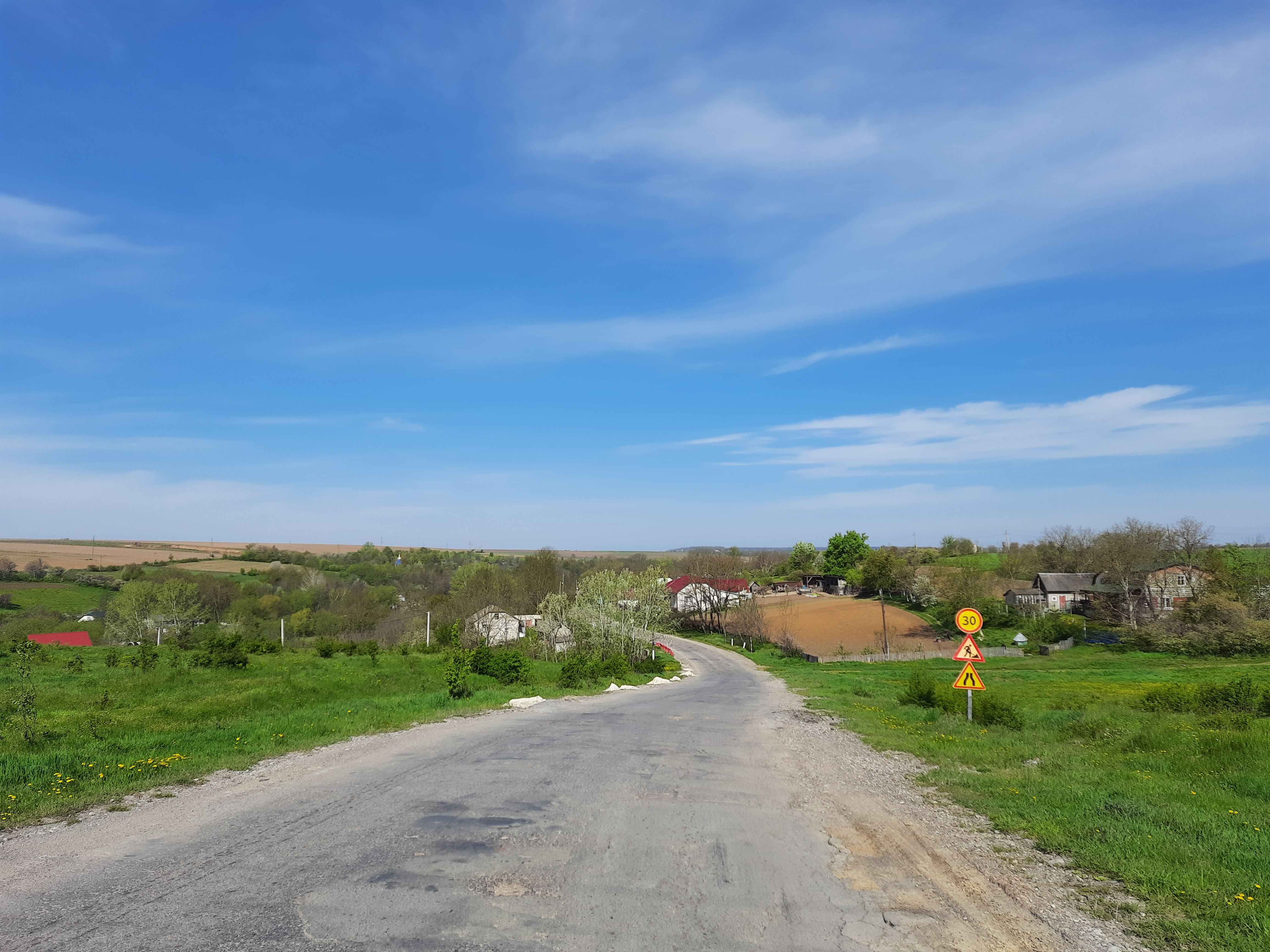
В'їзд у село зі сторони Жванця
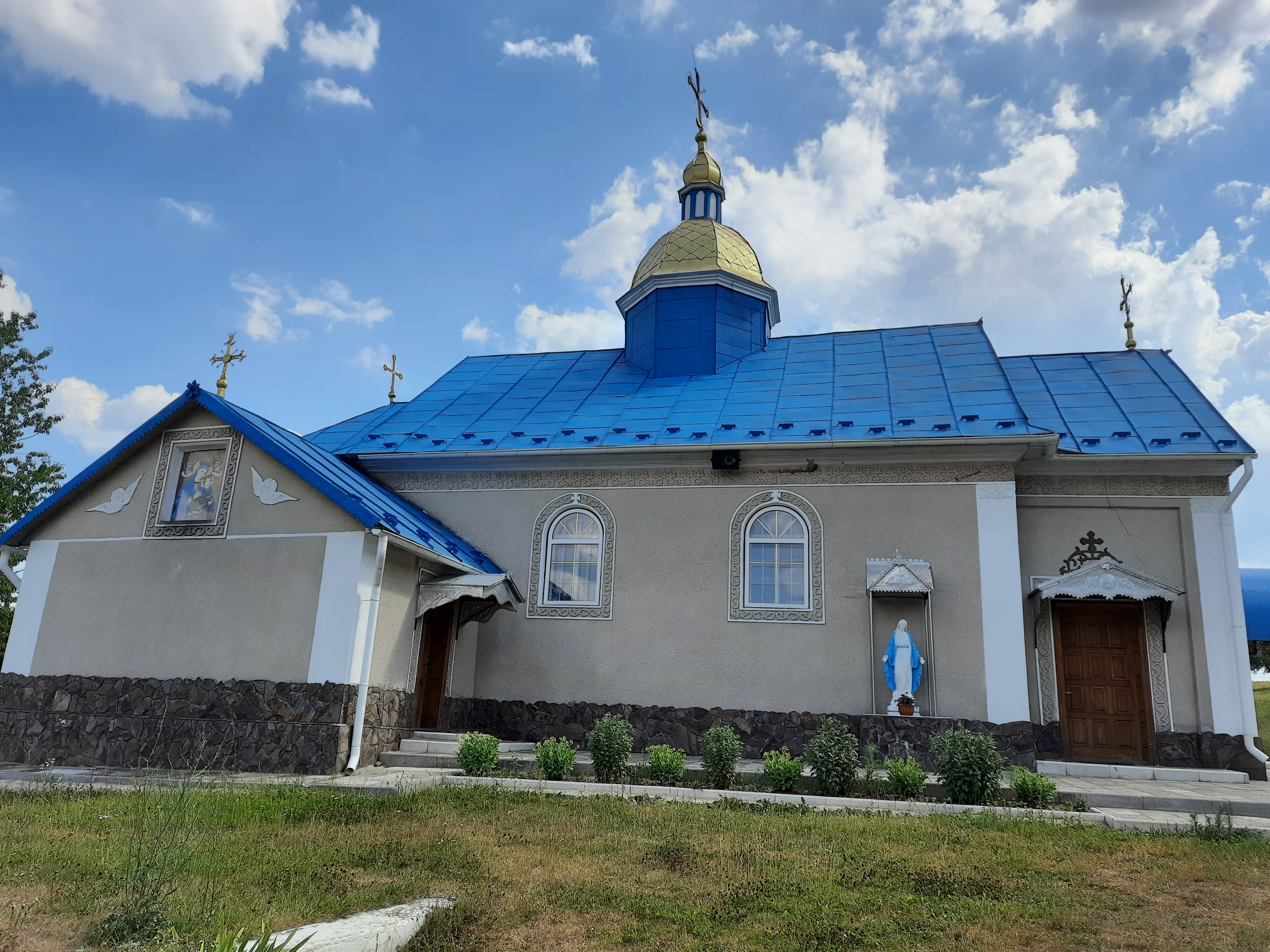
Церква Успіння Пресвятої Богородиці (1860р.)
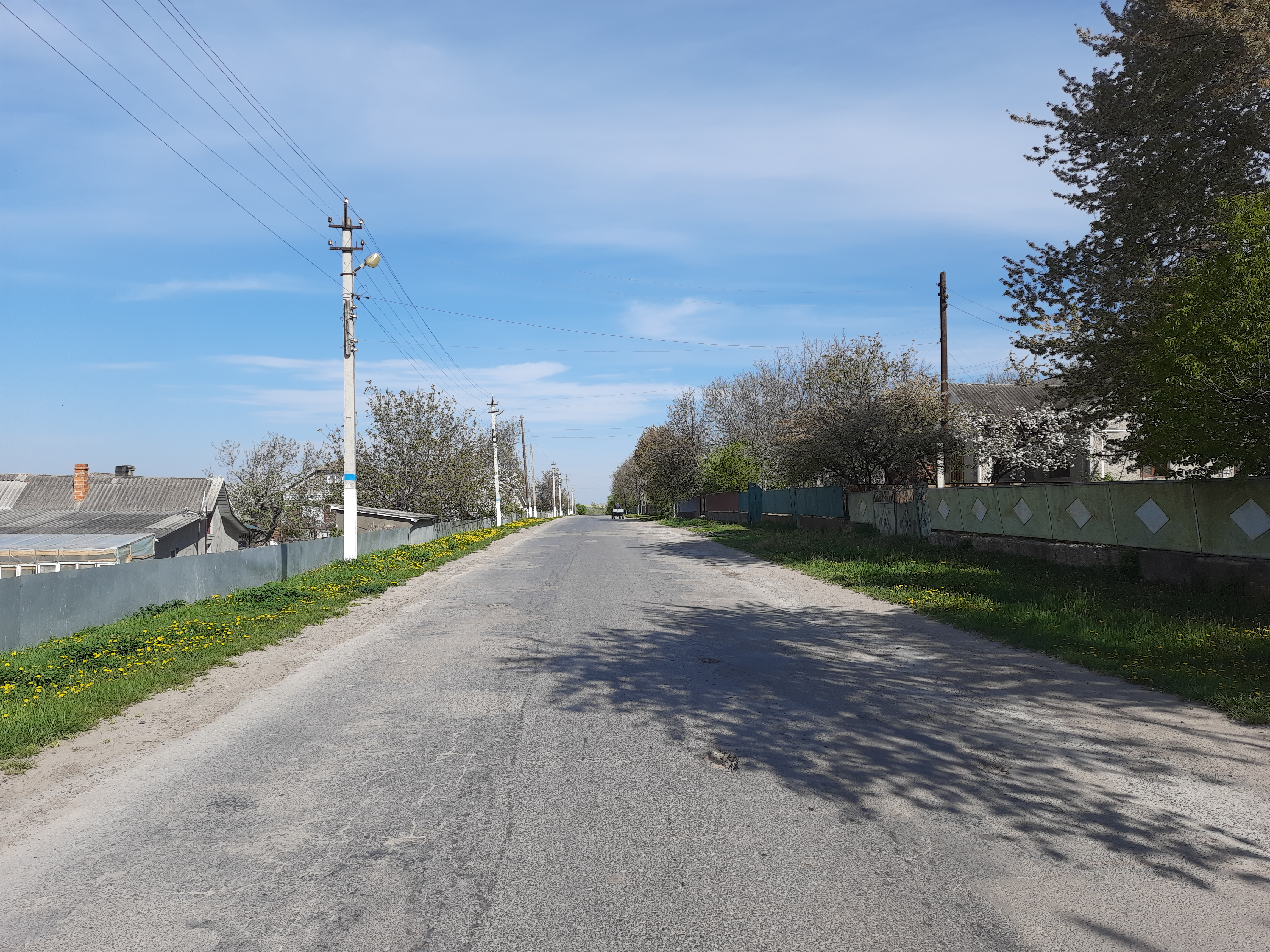
Центральна вулиця
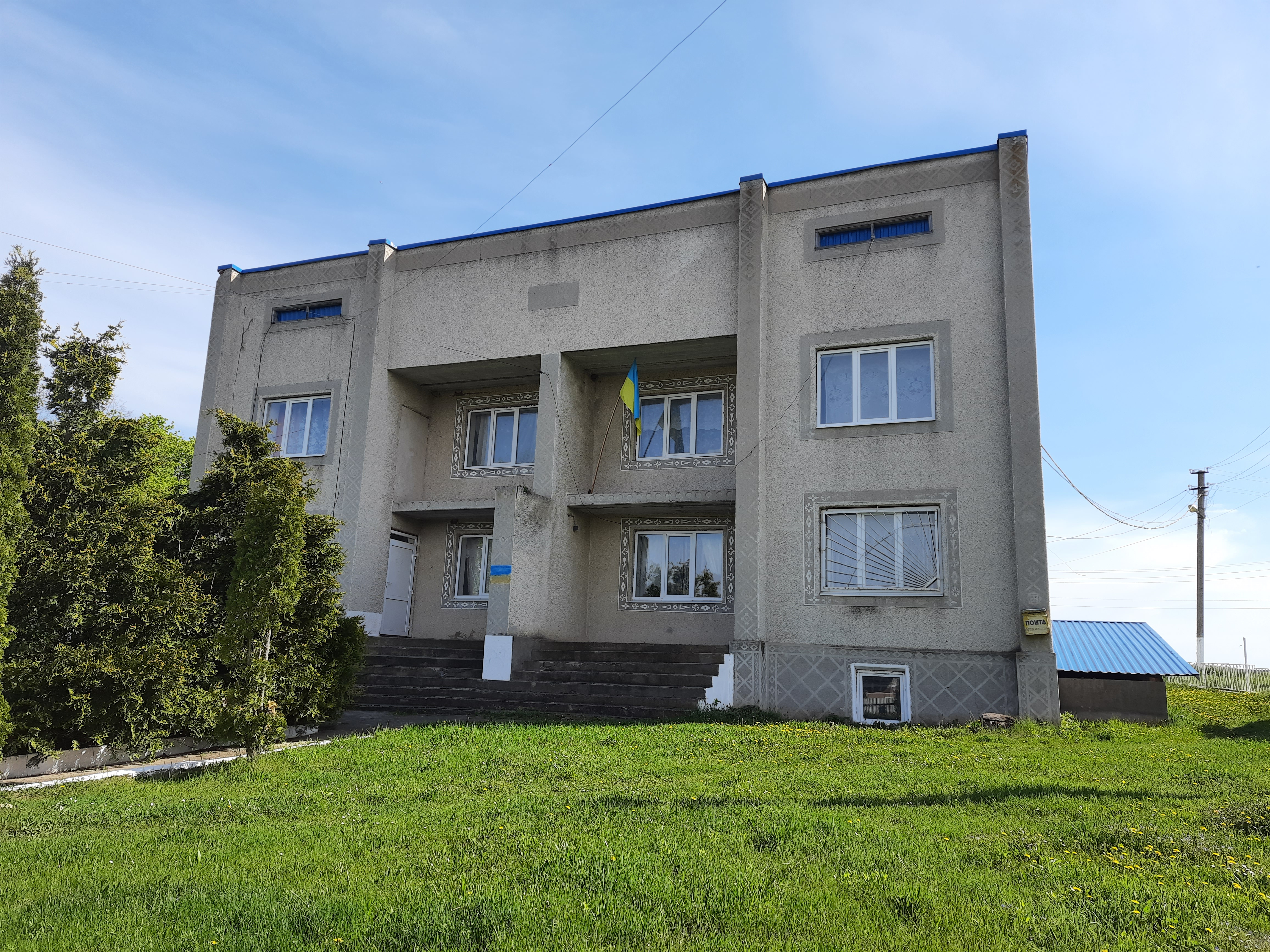
Старостат
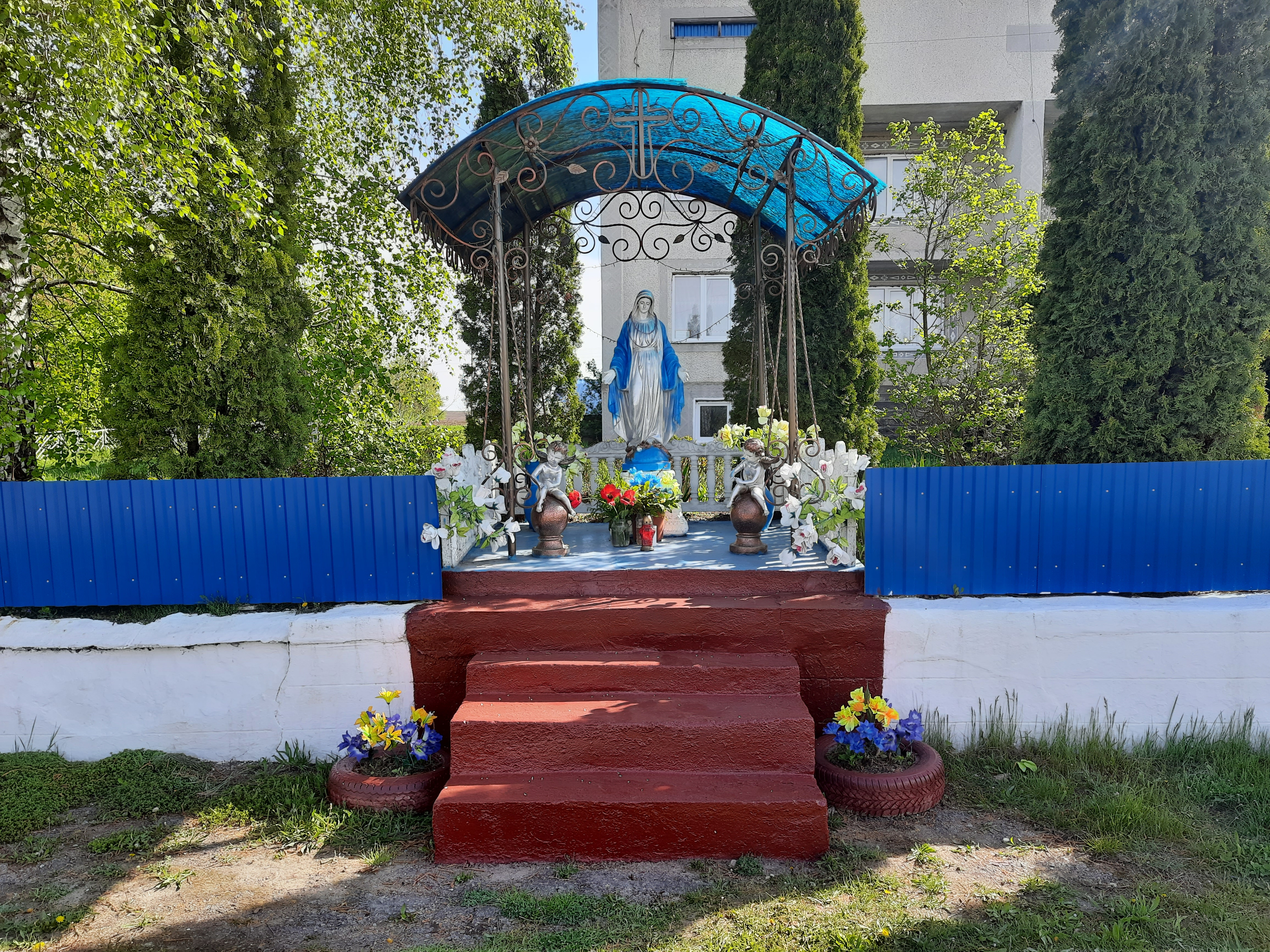
Статуя Божої Матері
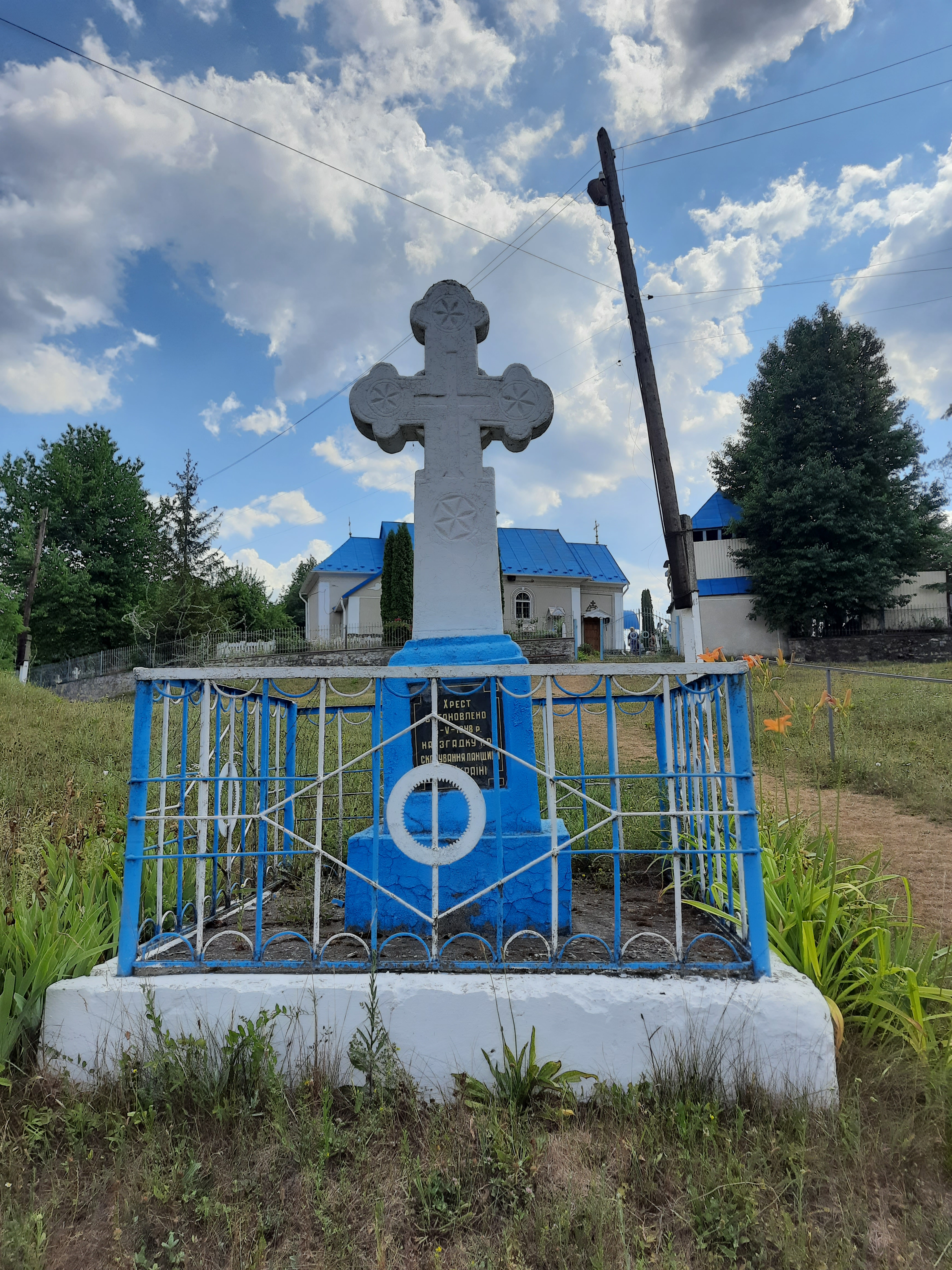
Пам'ятний хрест встановлений з нагоди скасування панщини
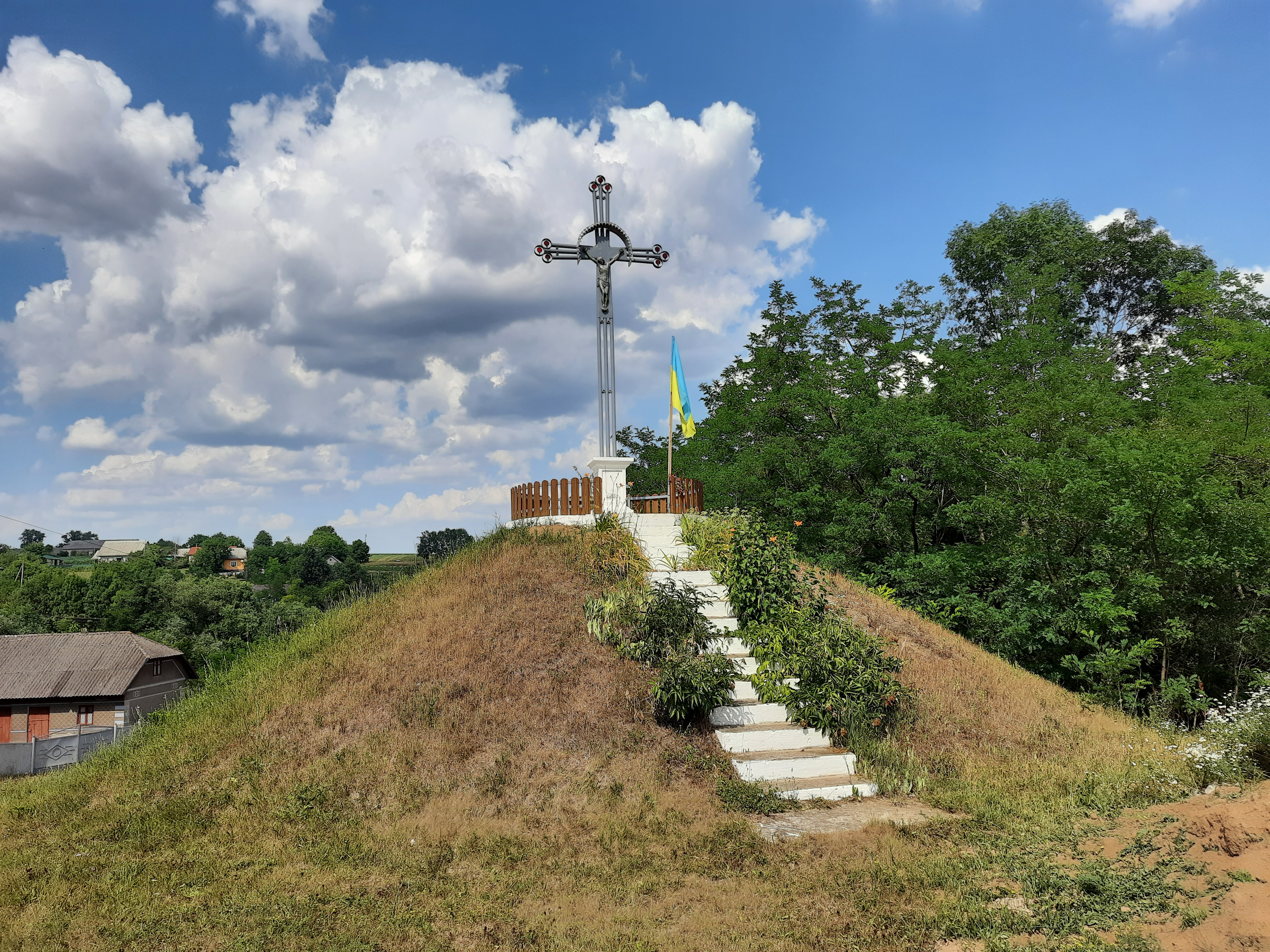
Символічна могила Борцям за волю України (1992)
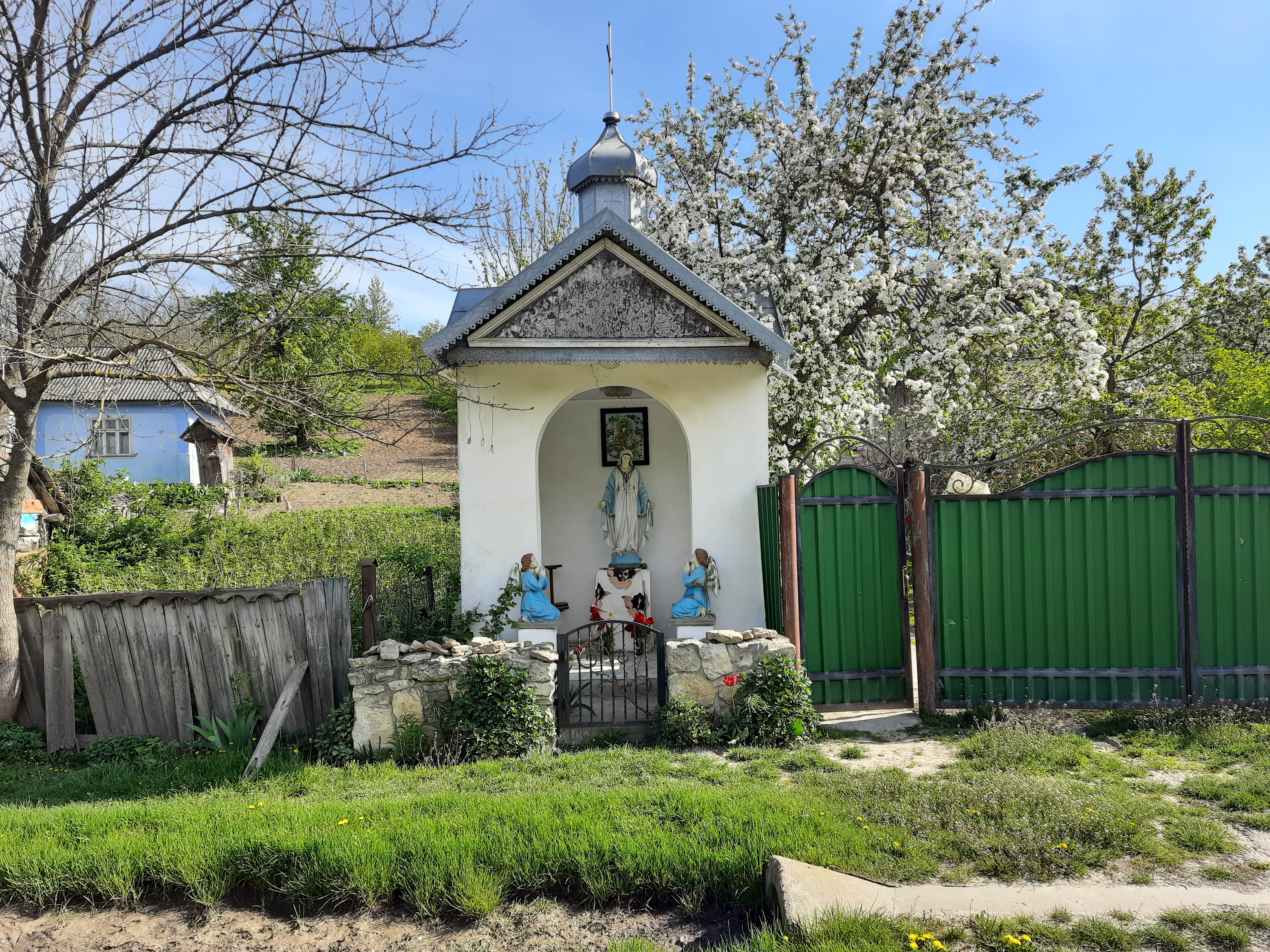
Придорожня капличка
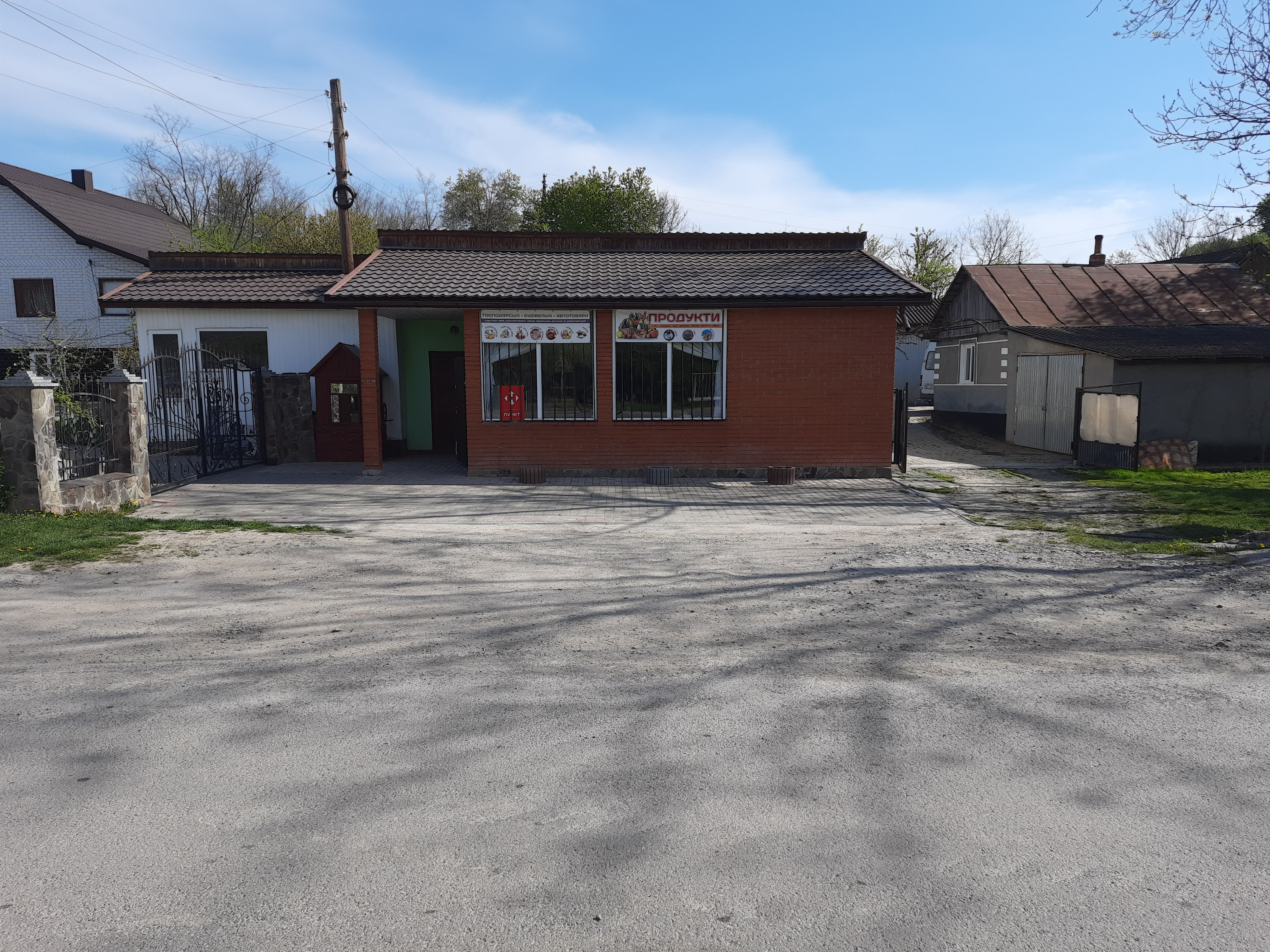
Крамниця